# جون ألدن
جون ألدن (بالإنجليزية: John Alden)‏ هو ممثل أسترالي، ولد في 19 يناير 1908، وتوفي في 10 نوفمبر 1962.